# 2011年夏季世界大學生運動會

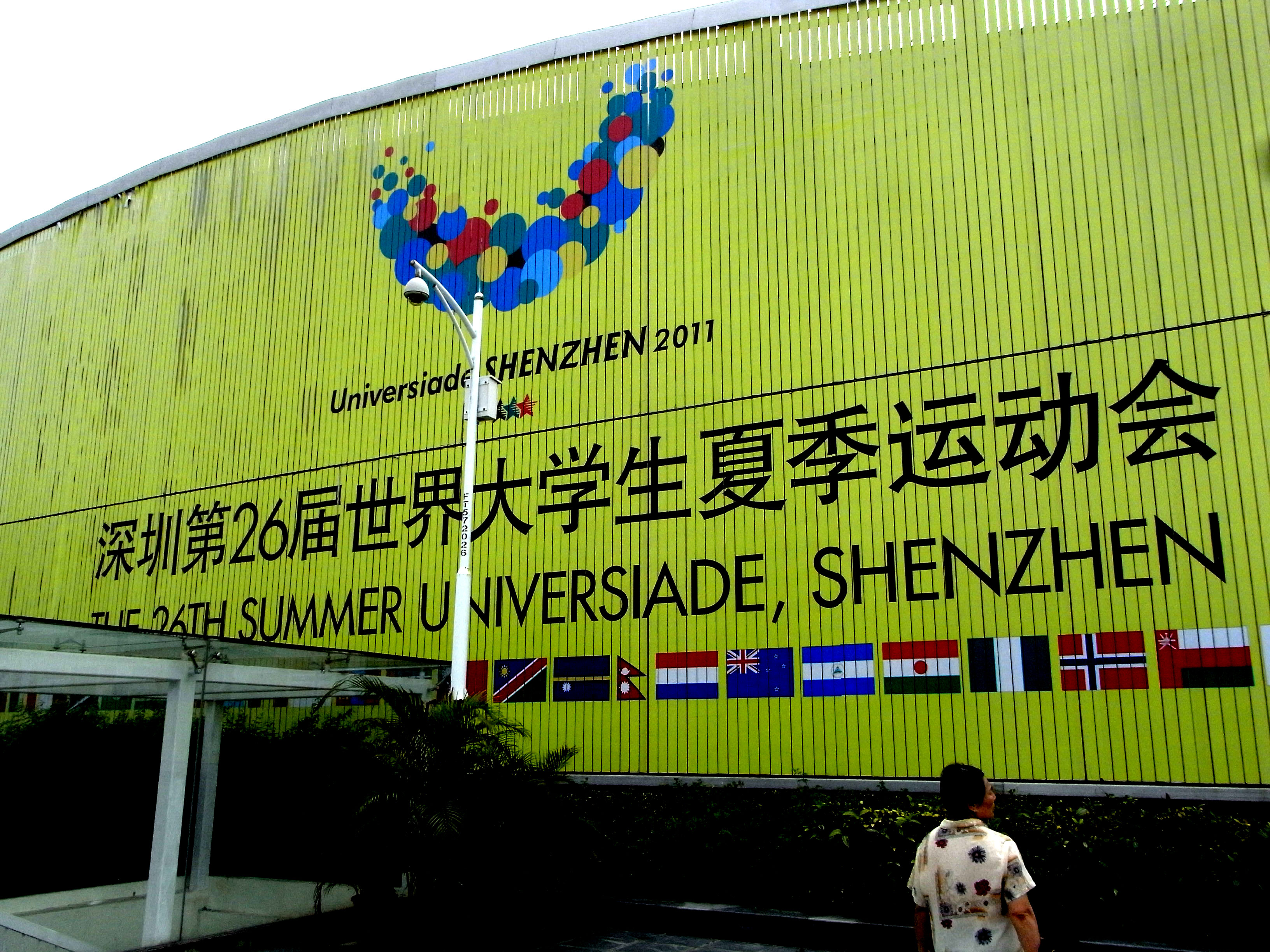
深圳园博园的大运会标语显示屏

2011年夏季世界大学生运动会是第26屆世界大學生運動會，于2011年8月12日至2011年8月23日在中国深圳市举办，此次大運會的安保措施堪比奧運會。這是中國第2次舉辦夏季世界大學生運動會，上一次是在2001年的北京。8月12日晚，在大运会开幕式上，中国国家主席胡锦涛宣布大运会开幕。
本届大运会参赛运动员7,865人，随队人员4,036人，分别来自152个国家和地区。比赛项目共设22个大项，24個分项，共306个小项，有些为东道主自选的比赛项目。所有比赛项目包括田径、篮球、击剑、足球、体操、水上运动等。本次比赛主办方的自选项目之多远远超过大运会的规定标准。

## 象征

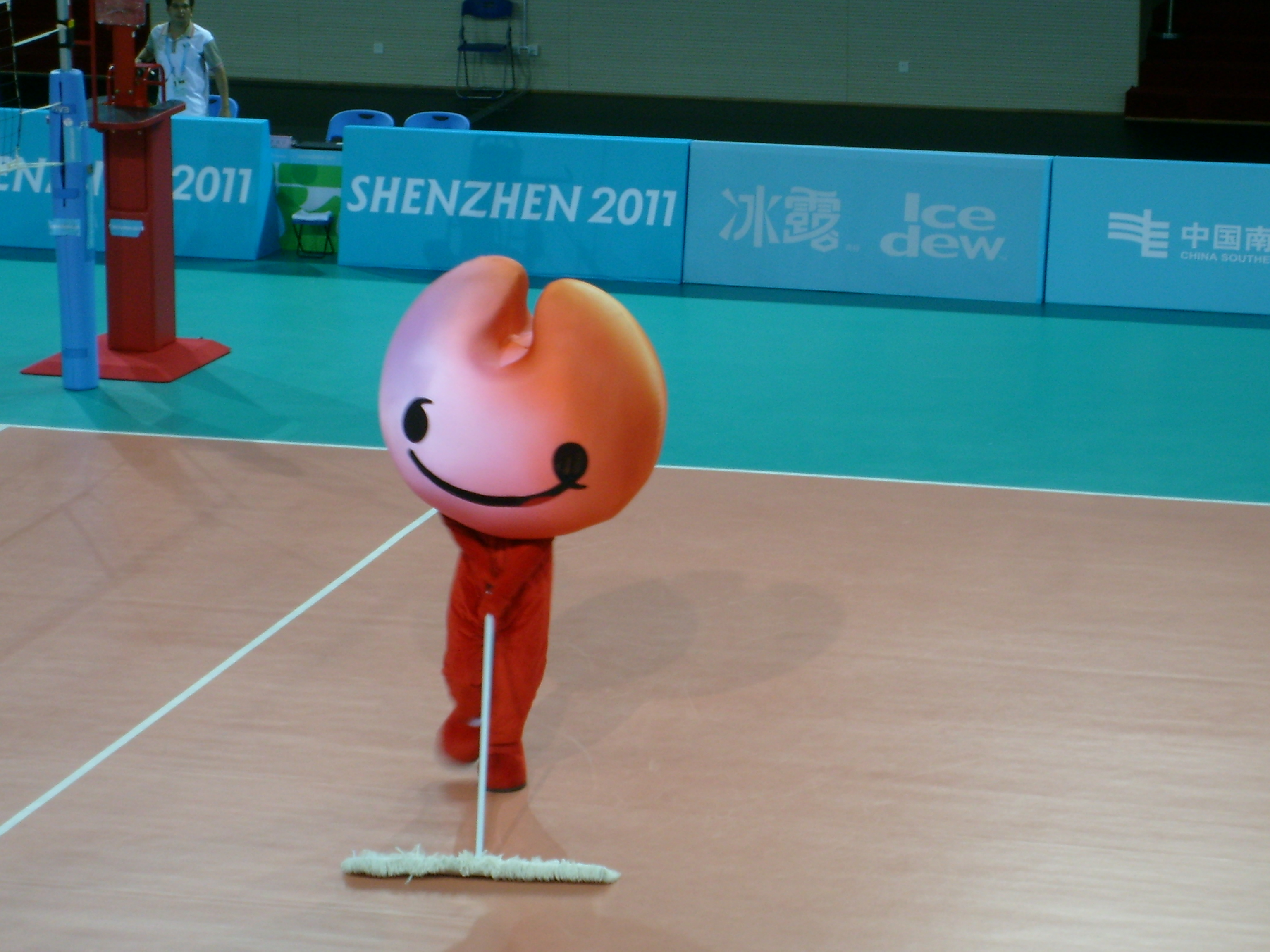
人体“UU”（深圳大学体育馆）

### 吉祥物
吉祥物“UU”是由深圳2011世界大运会会徽“欢乐的U”演变成一张笑脸，同时，又具有Universiade的首字母"U"形态。它打破了以往大运会吉祥物动物造型、写实风格的设计传统，展现出同会徽“欢乐的U”二者之间的关系，使吉祥物和国际大体联永久会徽呈现出传承，具有了共同的气质与外貌。能够体现深圳“青春之城”、“设计之都”的风范，符合当今世界的设计潮流，具有一定的前瞻性。2011年4月深圳航空公司在欧洲空中客车公司订购了四架“大运号”A320飞机，机身喷涂突出运动会吉祥物“UU”之笑脸。4月1日，首架“大运号”从法国起飞，16小时后飞抵落深圳宝安国际机场。该机机身图案简洁，与现有深航机队的红白图案反差强烈，主色调以蓝白为主，图案构成有「UU」笑脸、云彩、海星与花朵、甲虫、蝴蝶。
首架“大运号”投入深圳至上海航线运营。

### 奖牌
奖牌直径60毫米，厚度为5毫米，正面用英文刻有国际大体联标志和“深圳第26届世界大学生夏季运动会”字样；背面刻有大运会会徽和中文全称。本届大运奖牌的制作单位为中国印钞造币总公司上海造币有限公司，她同时也是北京奥运奖牌的制造者。奖牌正面视觉呈晶体状，背面镶嵌五彩螺钿，寓意为大运会滨海城市深圳举办。奖牌采用立体设计，压膜成型，表面均有浮雕图纹。2011年3月起至7月25日，上海造币公司向深圳大运如期交付奖牌总数约3000枚。

### 口号
从这里开始（英语：Start Here）。2010年10月，深圳开始公开征集大运口号，共收到应征作品16000条，最终从中提炼出“从这里开始”作为大运口号。深圳副市长梁道行认为，这个口号可以表明深圳在中国的“试验田”和“排头兵”地位，也可表明深圳大运推进全球青年友谊的愿望

### 主題曲
大运会的主题曲是《从这里开始》，由董刚作曲，冀楚忱作词。开幕式上主题曲的演唱者为被称为香港天后的謝安琪和中国大陆具有演唱和作曲才能的歌手徐子崴。

### 火炬

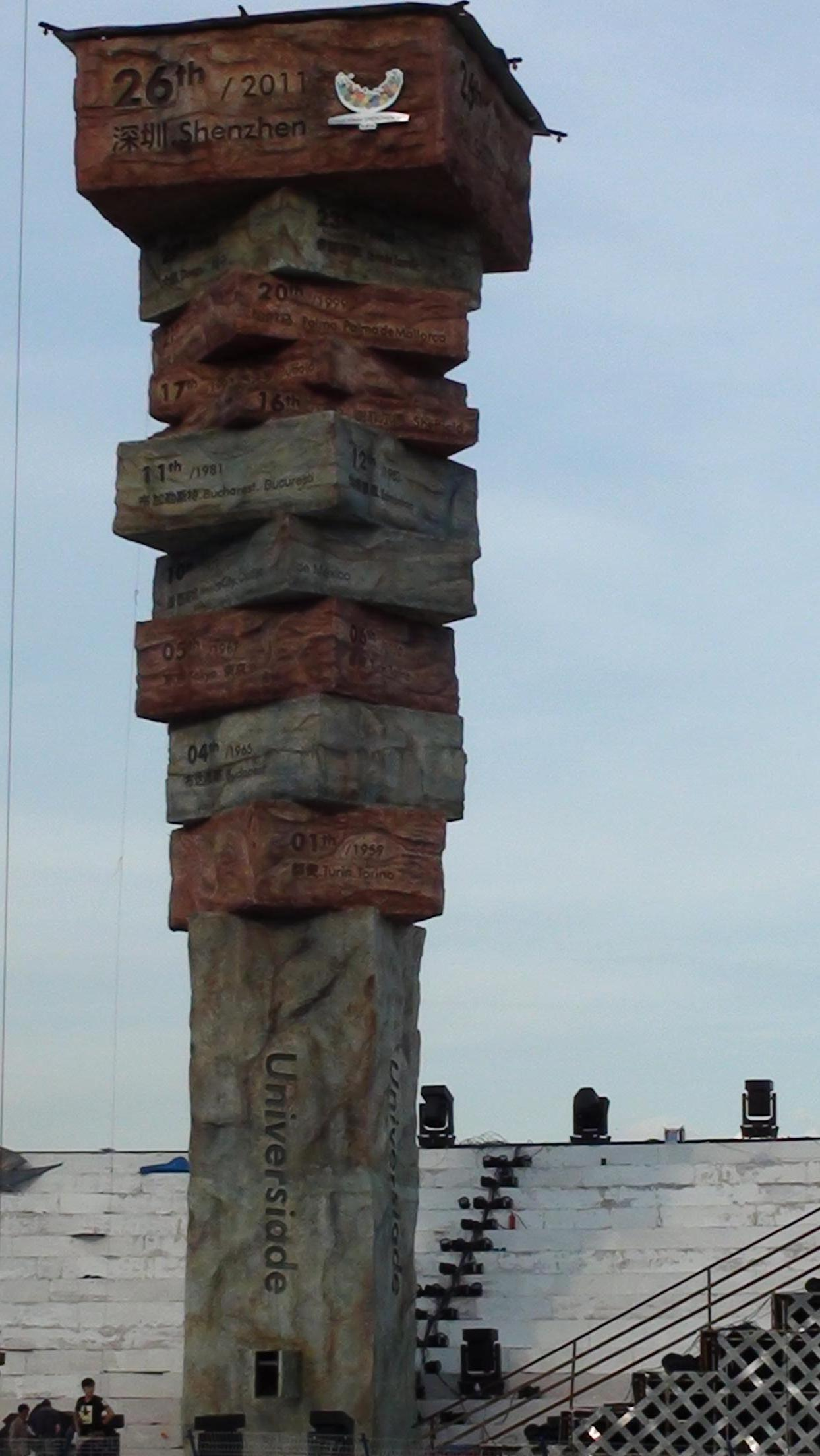
深圳湾体育中心的大运主火炬

火炬设计，是会徽、吉祥物设计征集外形象景观设计，火炬设计要充分体现国际化和艺术性，强调与大运会会徽、主题口号、吉祥物、奖牌等视觉符号配合，展示深圳办会理念。因此大运会非常重视火炬设计研制工作，经过一年时间的征集评审、开模实验、研发制作等环节。
2009年6月，当局邀请中央美術學院、清华大学美術學院、深圳设计联合会、深圳工业设计行业协会等单位参加火炬设计，共收到9个单位27套设计方案。同年8月13日，组织了火炬设计评审会，评委来自中国的专业设计与火炬制作专家，对火炬设计的形象、功能、差异化、可行性等展开系统性的讨论及筛选，从27套方案中评出了3套入围方案，经过开模制作与复审，最终确定设计方案“律动”（原名称，建议名称“虹”）为首选，并在2010年5月的国际大学生体育联合会执委会上审议通过。
火炬的设计灵感来自于深圳大运会会徽“欢乐的U”，以圆点切片为基本元素建构火炬基本形态。每个椭圆形切片以大运会色彩系统为基础，以红、黄为主色，体现阳光、青春、圣火的色彩意向。椭圆形、多彩切片，可以任意旋转出各种造型，是一支可与火炬手互动、造型百变的火炬。每位火炬手都可以根据自己的想象，调节出自己喜爱的火炬形状，每個火炬都是独一无二。
火炬塔落成後高26米，由多本「書」堆砌起來，整體就是一座「書山」。每本「書」上都刻有一屆大運會舉辦的時間和地點，一直到最頂端「2011深圳」，但有內地網民戲稱為秦始皇的「焚書」。 另外火炬塔上表示大运会举办届数的26个数字后面都跟着整齐的“th”。按照英语语法，表示第1届的“1th”应该是“1st”，表示第2届的“2th”应该是“2nd”，而第3届“3th”则应该是“3rd”。中山大学翻译学院英语教师指该翻译匪夷所思，她在翻看了英语维基百科后称，即使是古代英语，也没有用“1th”来表示第1的用法，而且这不是罗马文，也应该不是法语的表达。深圳大运会开闭幕式指挥部负责人则声称这是夏季大运会50年一直不变更的惯例，國際大學生體育聯合會希望能延续下去，所以就在火炬塔上沿用了“1th”、“2th”和“3th”的用法。但国际大体联最后并没有向公众证实深圳当局负责人这个说法。 2012年6月，有记者联系深圳市文体旅游局负责人，对方称火炬塔不属于其维护管理范围，随后记者又拨打深圳市外事办公室电话，电话处于无人接听状态。对于“惯例”的解释，有深圳市民称：“若真为惯例，有关部门应在火炬塔下立一块标牌，加注国际大体联对此的特别解释，免得让市民和游客持续犯迷糊。”

## 筹备

### 申辦

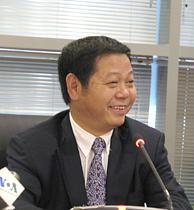
《南方都市报》曾报道，前任深圳市长许宗衡表示“深圳要把大运当奥运”

申办标识

2004年12月17日，中国国务院办公厅批准深圳市向国际大体联申办2011年第26届世界大学生夏季运动会
。
2005年8月11日，在土耳其伊兹密尔举办的第23届世界大学生夏季运动会期间，应国际大体联邀请，深圳市大运考察代表团在广东省副省长许德立的带领下，列席了第29次国际大体联代表大会，会见了国际大体联主席乔治·基里安并观摩了第23届大运会开幕式，考察了伊兹密尔大运会的体育场馆、大运村和新闻中心，收集了相关信息，并向国际大学生体育联合会推介和宣传深圳。
2006年6月，广东省派遣以许德立为团长的代表团前往国际大体联总部（布鲁塞尔）递交《2011年第26届世界大学生夏季运动会申办报告》。在2007年1月17日的舉辦城市選拔中，深圳擊敗了台灣（以中華台北身份申辦）高雄市、波蘭波茲南、俄羅斯喀山以及西班牙穆爾西亞4个競爭城市，獲得2011年夏季世界大學生運動會主办权。
- 2006年，當時的深圳市长许宗衡在申办成功后的发言：

|                      | 我为我的城市、我的市民而感到骄傲，你们给予深圳此次申办巨大的支持。 今天深圳成功了，我要借此感谢可爱的深圳市民，感谢党中央、国务院以及广东省委省政府的支持，同时还要感谢一如既往支持深圳的国际友人。 在此我郑重承诺，将全力把2011年夏季大运会办成一流的、最高水平的大运会，为深圳争光，为伟大的祖国争光！ |
| ——前任深圳市长许宗衡 | |

### 筹备工作

#### 场馆建设及配套工程
大运申办成功后，深圳进行了大规模的体育场馆建设，深圳湾体育中心、龙岗大运中心、宝安体育场、深圳大学城体育中心、龙岗大运村、海上运动基地等大型比赛场馆相继建成，配套工程有大运会国际广电新闻中心和大运中心周边配套市政工程，总数量达22个。

#### 志愿者

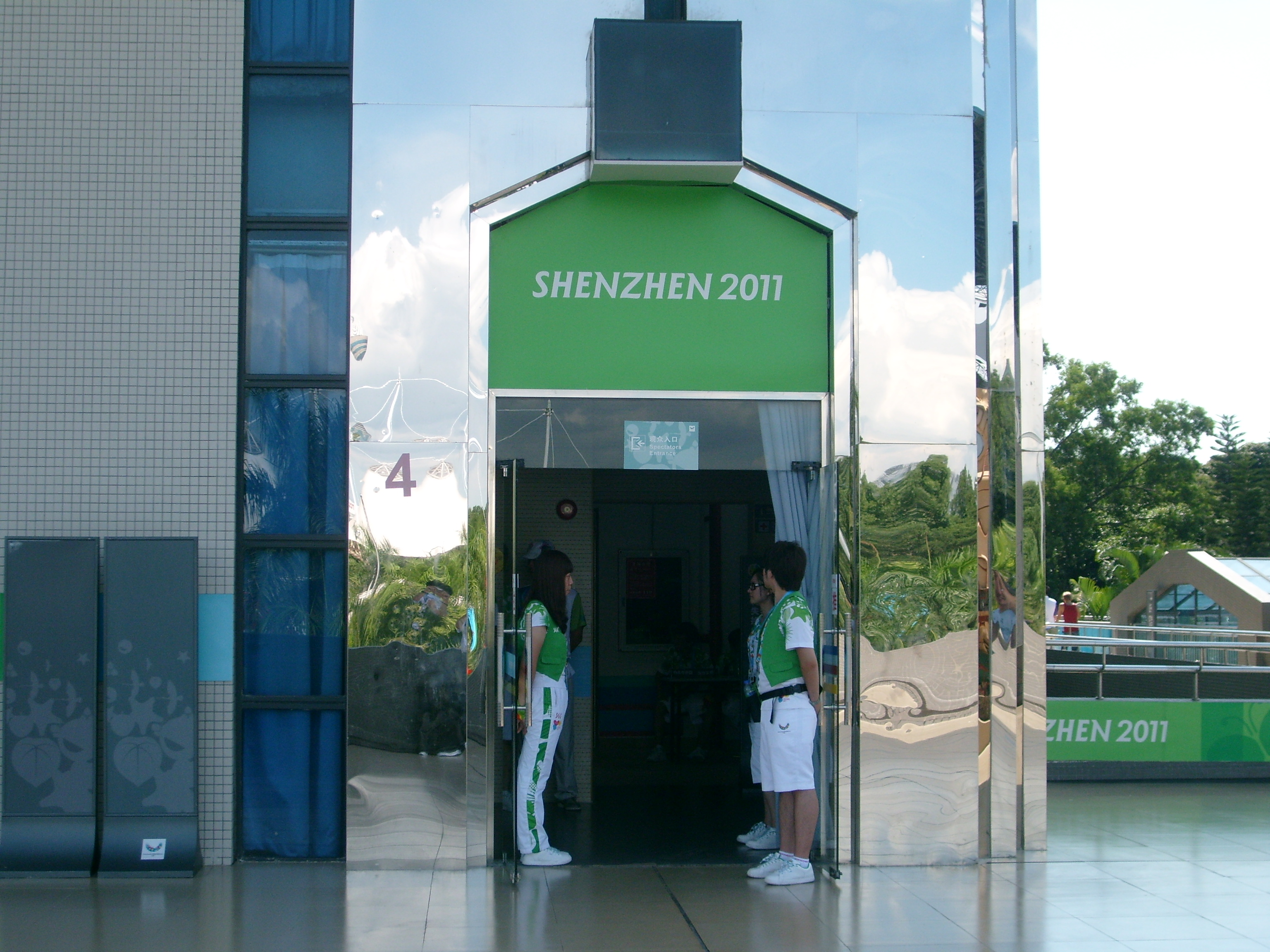
赛场入口处的大运会志愿者

深圳大运会的志愿工作者分为三类，总人数达127万人，创中国单届国际运动会赛事志愿者人数之最，超过2008年的北京奥运会和残奥会。
第一类是赛事志愿者。賽會預計需要志願者約22000人，不過最終超過8萬5千人報名。其中深圳以外的志願者共1785名，當中有800名於香港招募。另有100名欧盟（European Union）志愿者和32名俄罗斯喀山志愿者，其他还有为大运担任小语种服务的深圳外部高校志愿者350名。第二类为城市志愿者。城市志愿者由深圳25万注册义工整体转化而来。第三类即社会志愿者。社会志愿者在深圳的各居民区招募，总数约100万名。

#### 大运“U”站

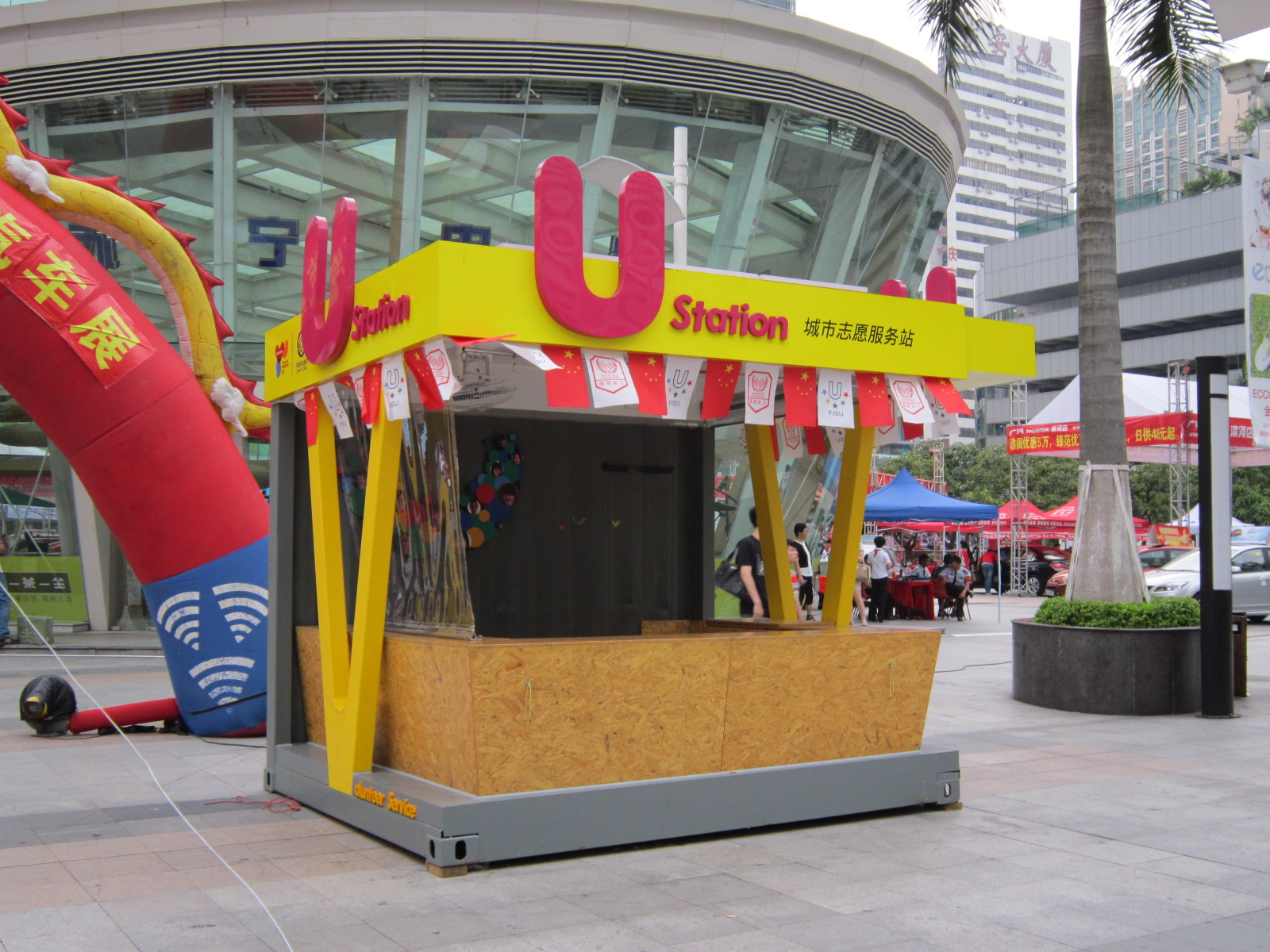
深圳街头的一处“U”站

“U”站在大运开幕前及期間运作，开幕后全面运行，主要是为大运观众、访深游客、深圳市民提供与大运相关的咨询与服务，如解答交通及乘车路线，派发大运宣传单等。“U”站由废旧集装箱建成，总数有68个，分别入驻大运会各个比赛场馆。

#### 广告

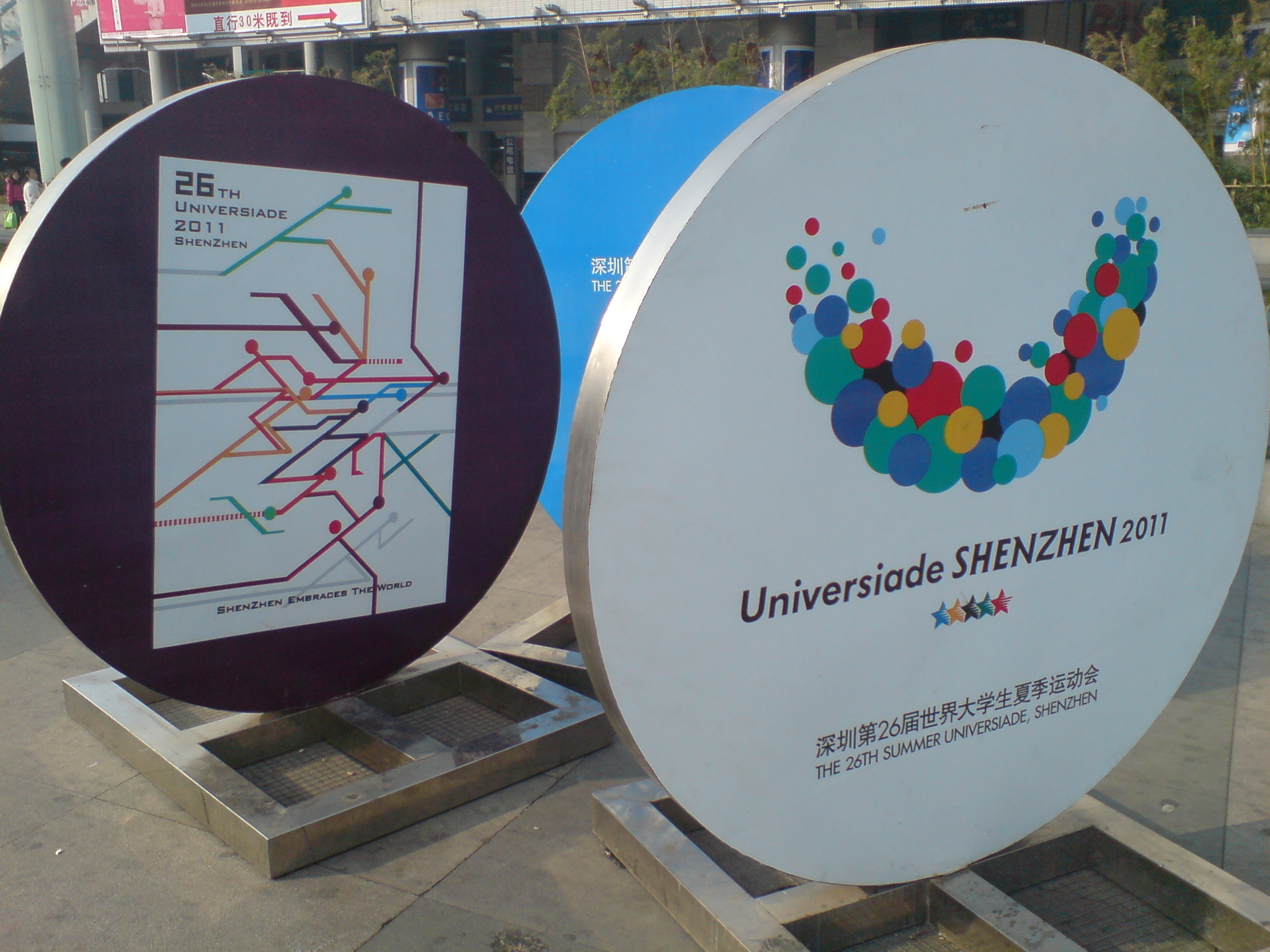
深圳宣传大运的街头广告

大运会开幕前，深圳在许多地域设有大运宣传广告，如倒计时电子显示屏，街头广告等。但大运会的广告风格被指千遍一律，给人视觉疲劳。据羊城晚报文章称，福田区至深圳机场的G4高速公路上及深圳二线关的同乐检查站，之前的各类商业广告都被大运会宣传广告取代，部分大运广告牌被集中在一起，内容单一。深圳机场候机楼及户外，原来的商业广告也被几十块设计风格单一的大运会宣传广告牌替换，几乎是清一色的白底“UU”。而在市内深南大道至上海宾馆的路上，路边广告牌也几乎都是大运会宣传广告，只是间中夹杂了少量大运会赞助商的广告。

#### 公共交通

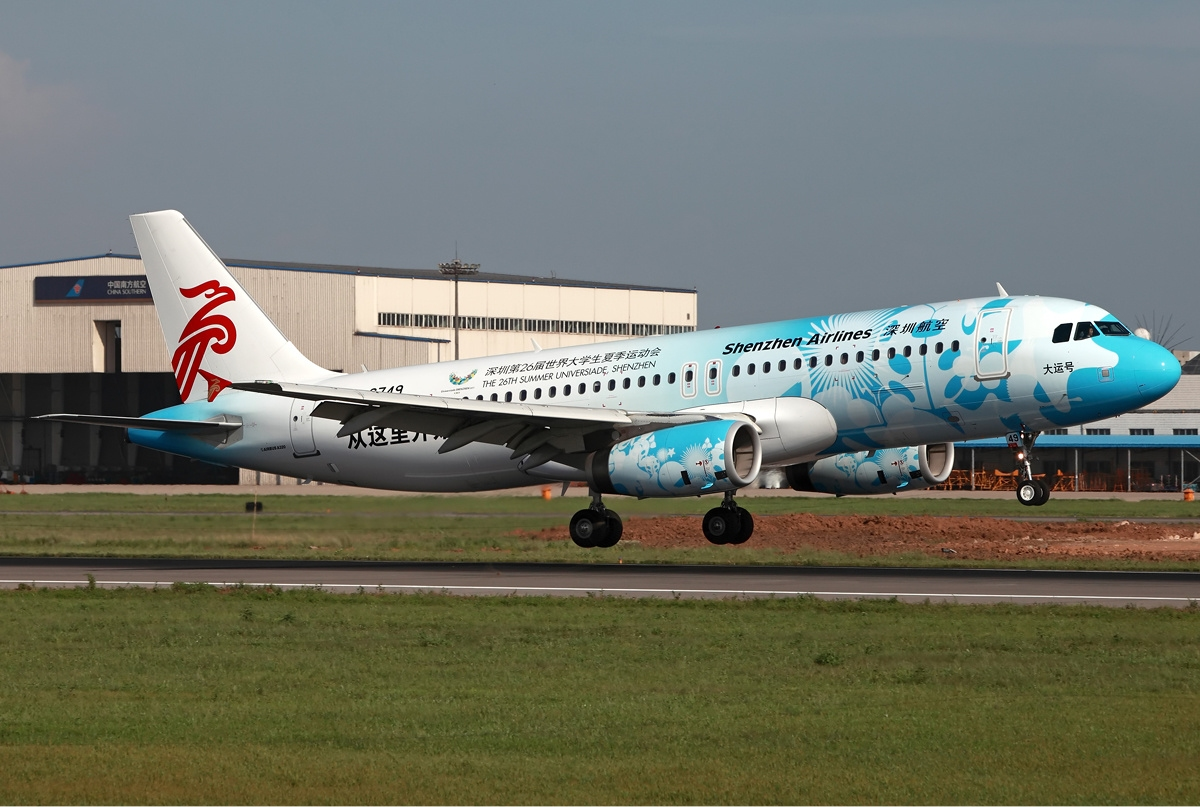
深圳航空作为大运会官方合作伙伴喷涂的其中一架“大运号”彩绘飞机

2011年6月，深圳地铁二期工程的五条线路相继全线开通运营,深圳地铁的运营里程增至177公里，为大运会提供了良好的运输服务保障。
同时，深圳投入使用2011辆新能源车以服务大运会交通，占大运会交通车辆总需求的52.8%，是历届重大活动中示范运行新能源汽车数量规模最大的一次，其中包括200辆比亚迪K9纯电动巴士和300辆比亚迪e6纯电动出租车。赛后这些车辆将继续服务深圳市公共交通。

#### 全城美化
大运会前夕，深圳对临街的老旧建筑进行了全面美化。

## 交通
8月5日起至大运结束，深圳部分城市道路设有“大运专用车道”，违规者或被处罚。大运前夕，深圳交警局通过街头派送方式向车主派发《大运期间汽车自愿停驶登记表》，有40余万辆汽车车主承诺大运期间停驶自己的汽车，期中九成以上为私车。对于承诺停驶的机动车上路行驶，交警部门不予处罚，以道路电子显示牌公示及手机短信形式提醒车主应该遵守承诺。深圳警方还对正在进行比赛的体育场馆周边道路实施严格的交通管制。
另外，深圳机场在开幕式期间被要求关闭，以满足安保需求，影响将近290个航班。

## 火炬傳遞
本屆大運會的火種在4月25日於清華大學點燃，之後在5月4日（倒計時100天）於北京大學、5月10日於深圳大學、5月15日於廣州大學城（经过广东外语外贸大学、广州中医药大学和中山大学东校区）传递。8月10日、11日在深圳全市傳遞；此外本屆大運會也推出了網上虛擬聖火傳遞，以達到“全民參與”的效果。

## 開閉幕式

### 开幕式
2011年8月12日，2011年夏季世界大學生運動會開幕式在深圳南山区深圳湾体育中心举行，中国国家主席胡锦涛宣布大运会开幕，其他参会的中国高级官员有公安部长孟建柱、国务委员刘延东和广东省委书记汪洋等。出席开幕式的外国领导人有玻利维亚总统莫拉莱斯、斐济总统奈拉蒂考、埃塞俄比亚总理梅莱斯和罗马尼亚总理博克。开幕式由男女两名主持人解说，其中男主持为中央电视台英文节目主持人季小军，女主持为同台中文节目主持人董卿。
开幕式共分四个篇章。
- 第一篇章主要为运动员入场仪式，耗时较长；
- 第二篇章有嘉宾致辞、《激情之夜》表演和运动员宣誓；
- 第三篇章的主角为小提琴独奏曲《春天的故事》和杂技模特表演《与书共舞》；
- 第四篇章由中国、塞尔维亚、俄罗斯三位大学生歌手演唱的主题歌《不一样的精彩》和点燃火炬等组成。[22][23]

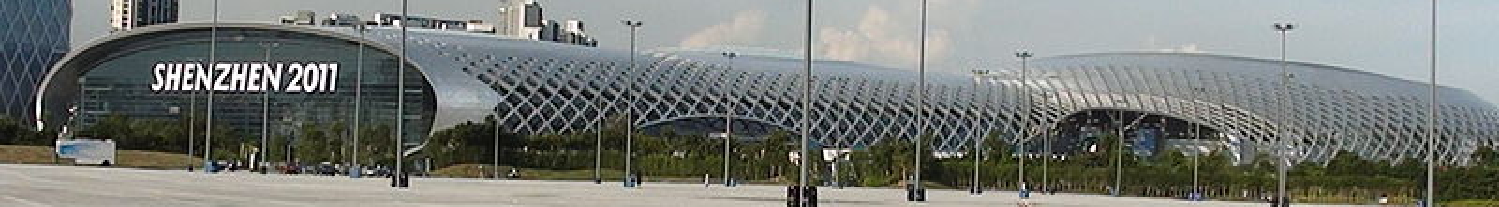
被称为“春茧” 的大运会开幕式主会场：深圳湾体育中心

### 闭幕式
闭幕式于2011年8月23日在深圳南山区世界之窗举行，闭幕式分为《欢聚》《追梦》《告别》等环节。国务委员刘延东、广东省委书记汪洋等出席。来自2013年夏季世界大学生运动会的举办地俄罗斯喀山的演员在闭幕式上进行了十分钟的文艺表演。刘延东宣布2011年世界大学生夏季运动会闭幕，这是世界大学生运动会首次在主题公园落幕。

## 大运村汉语热
入住龙岗大运村的部分外国运动员热衷汉语，经常听到他们学讲“您好”、“谢谢”等常用汉语。大运村设有汉语学习中心，每天大约有80名外国人到此学习汉语。

## 代表团
深圳大运开幕前夕，共有152个国家和地区的代表团在深圳大运官网注册参赛，总人数为11901人，包括运动员7865人和随队官员4036人。作为东道主，中国代表团参赛人数最多，仅运动员就有505人，俄罗斯、日本和美国紧随其后。
本届大运会代表团注重名校效应，中国代表团就有北京大学 、清华大学、复旦大学组成的“名校团”；美国也派遣了由斯坦福大学、耶鲁大学、普林斯顿大学、宾夕法尼亚大学和哥伦比亚等名牌大学整合而成的“精英”代表团；另外，俄罗斯、法国、英国和日本等也是名校牵头组建的代表团。“名校大派对”成为本届大运会的一大亮点。
| - 阿富汗 - 阿尔巴尼亚 - 阿尔及利亚 - 安圭拉 - 阿根廷 - 安哥拉 - 亚美尼亚 - 阿鲁巴 - 奥地利 - 阿塞拜疆 - 巴巴多斯 - 白俄罗斯 - 比利时 - 玻利维亚 - 波斯尼亚和黑塞哥维那 - 博茨瓦纳 - 巴西 - 保加利亚 - 布基纳法索 - 布隆迪 - 柬埔寨 - 喀麦隆 - 加拿大 - 智利 - 中国 (东道主) - 哥伦比亚 - 科摩罗 - 刚果共和国 - 库克群岛 - 哥斯达黎加 - 科特迪瓦 - 克罗地亚 - 古巴 - 塞浦路斯 - 捷克 - 刚果民主共和国 - 丹麦 - 厄瓜多尔 - 埃及 - 萨尔瓦多 - 爱沙尼亚 - 埃塞俄比亚 - 斐济 - 芬兰 - 法国 | - 德国 - 英国 - 希腊 - 危地马拉 - 几内亚 - 圭亚那 - 海地 - 洪都拉斯 - 中国香港 - 匈牙利 - 印度 - 印度尼西亚 - 伊朗 - 伊拉克 - 爱尔兰 - 以色列 - 意大利 - 牙买加 - 日本 - 约旦 - 韩国 - 拉脱维亚 - 黎巴嫩 - 莱索托 - 立陶宛 - 卢森堡 - 中国澳门 - 马其顿 - 马达加斯加 - 马拉维 - 马来西亚 - 墨西哥 - 密克罗尼西亚 - 摩尔多瓦 - 蒙古 - 摩洛哥 - 莫桑比克 - 纳米比亚 - 尼泊尔 - 荷兰 - 荷属安的列斯 - 新西兰 - 尼加拉瓜 | - 尼日利亚 - 北马里亚纳群岛 - 挪威 - 阿曼 - 巴基斯坦 - 巴勒斯坦 - 巴拿马 - 巴布亚新几内亚 - 巴拉圭 - 朝鲜 - 秘鲁 - 菲律宾 - 波兰 - 葡萄牙 - 波多黎各 - 罗马尼亚 - 俄罗斯 - 萨摩亚 - 沙特阿拉伯 - 塞内加尔 - 塞尔维亚 - 新加坡 - 斯洛伐克 - 斯洛文尼亚 - 南非 - 西班牙 - 斯里兰卡 - 苏丹 - 苏里南 - 瑞典 - 瑞士 - 叙利亚 - 坦桑尼亚 - 中华台北 - 泰国 - 多哥 - 土耳其 - 乌干达 - 乌克兰 - 阿拉伯联合酋长国 - 美国 - 乌拉圭 - 越南 - 赞比亚 - 津巴布韦 |

## 大运会媒体
报道深圳大运会的驻地集中在龙岗区大运中心的MMC大楼，包括新闻中心、国际广播中心等。

## 比赛场馆、安检和门票

### 场馆
大运比赛场馆在深圳市的宝安、龙岗、南山、福田、罗湖和盐田六个市辖区均有分布，以龙岗区的深圳大運中心和南山区的深圳灣體育中心规模较大。
| - 宝安 - 宝安体育场 - 宝安体育馆 - 宝安游泳馆 - 西乡体育中心 - 观澜高尔球会等 - 龙岗区 - 深圳大运中心 - 龍崗國際自行車賽場 - 龙岗体育中心网球场 - 坪山体育中心 | - 福田区 - 深圳體育场 - 深圳体育馆 - 深圳游泳跳水館 - 深圳市體工隊訓練館 - 体育公园体育馆 - 深圳会展中心 - 罗湖区 - 羅湖體育館 | - 南山區 - 深圳湾体育中心 - 西麗體育中心 - 深圳职业技术学院体育馆 - 深圳大學體育館 - 深圳大学田径场 - 深湾一路足球场 - 盐田区 - 大梅沙的沙滩排球场 - 盐田区综合体育馆 - 深圳外国语学校高中部体育馆 |

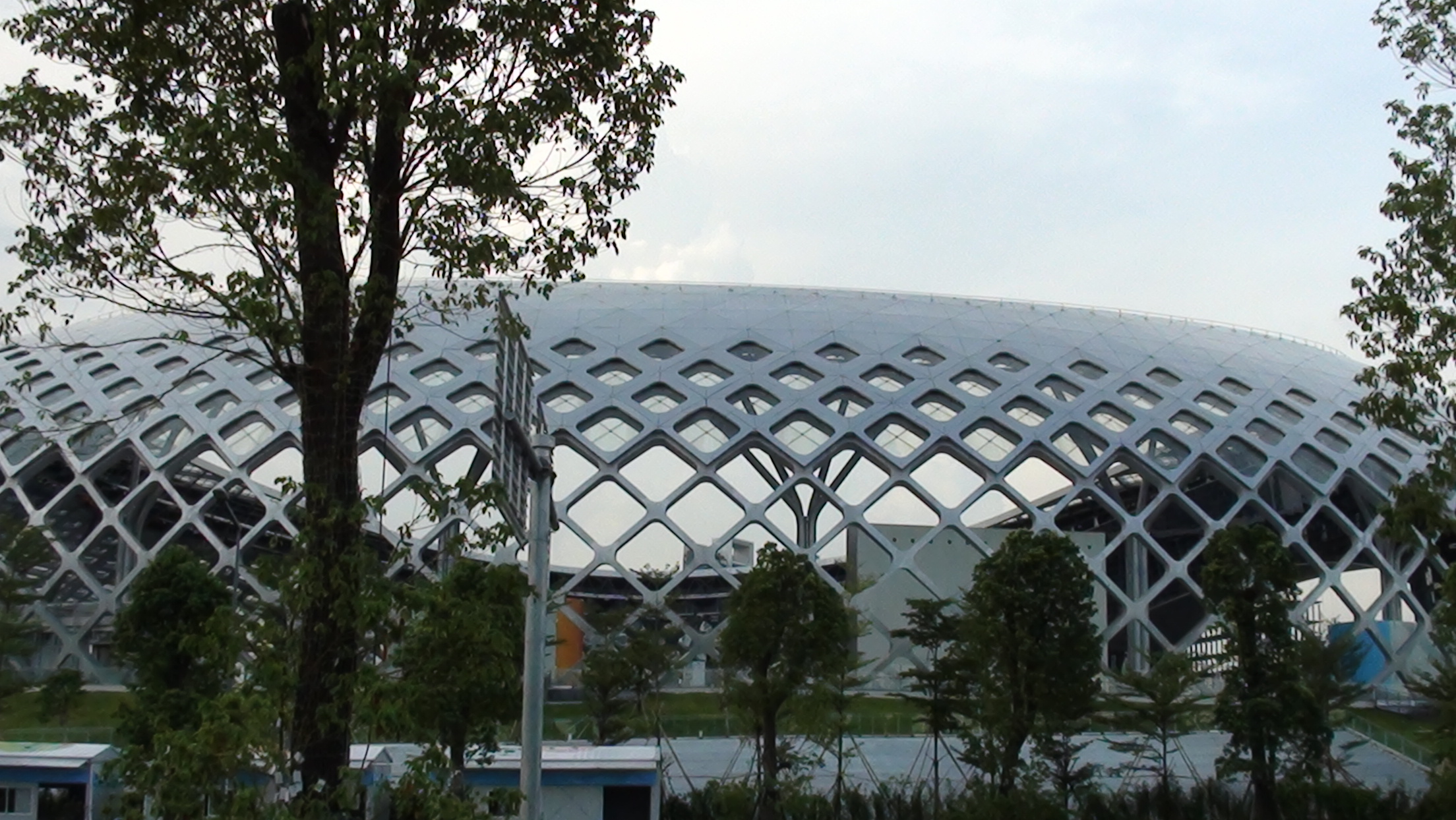
田径赛场：深圳湾体育中心田径场
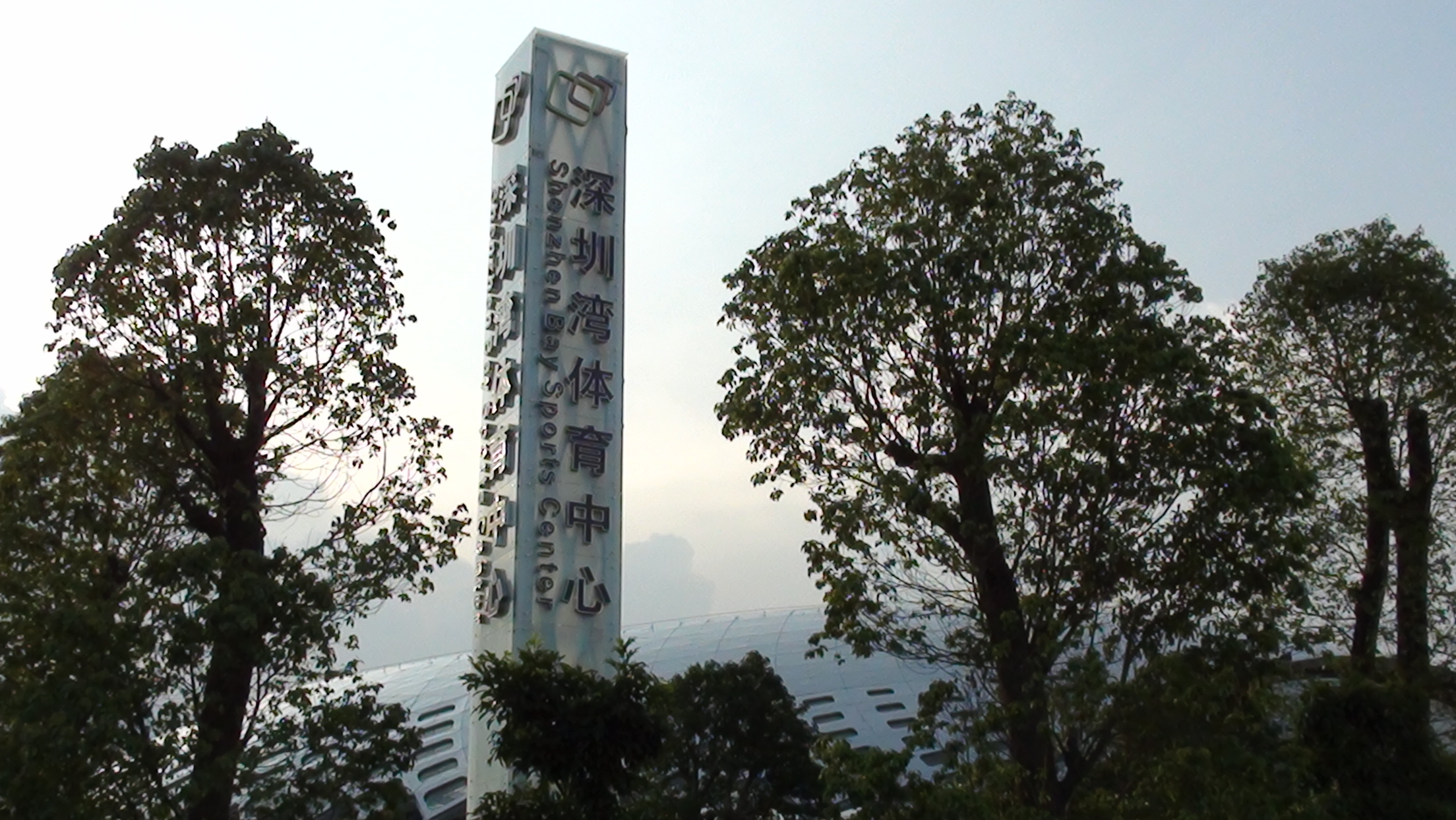
深圳湾体育中心标识牌
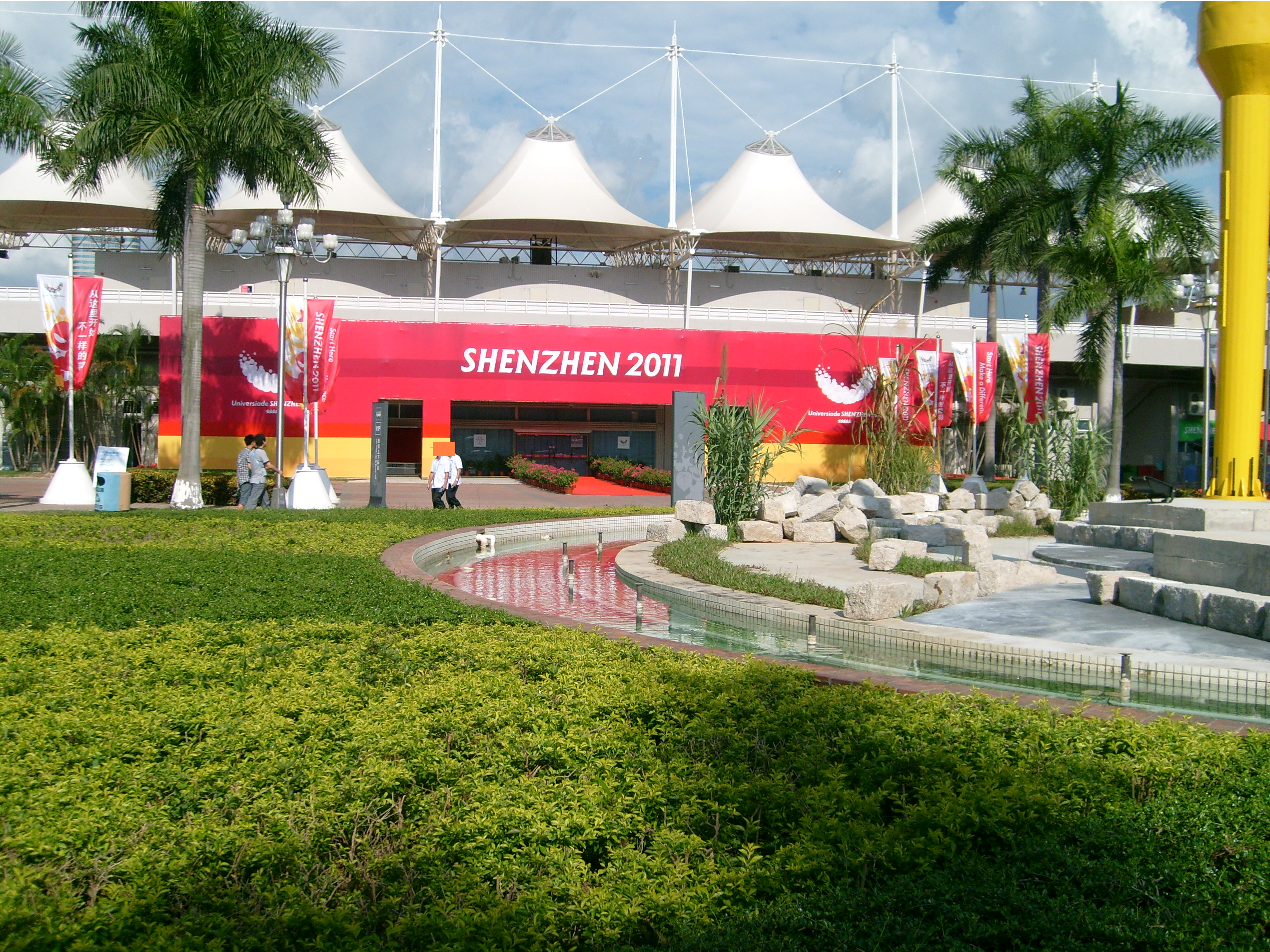
深圳大学体育场
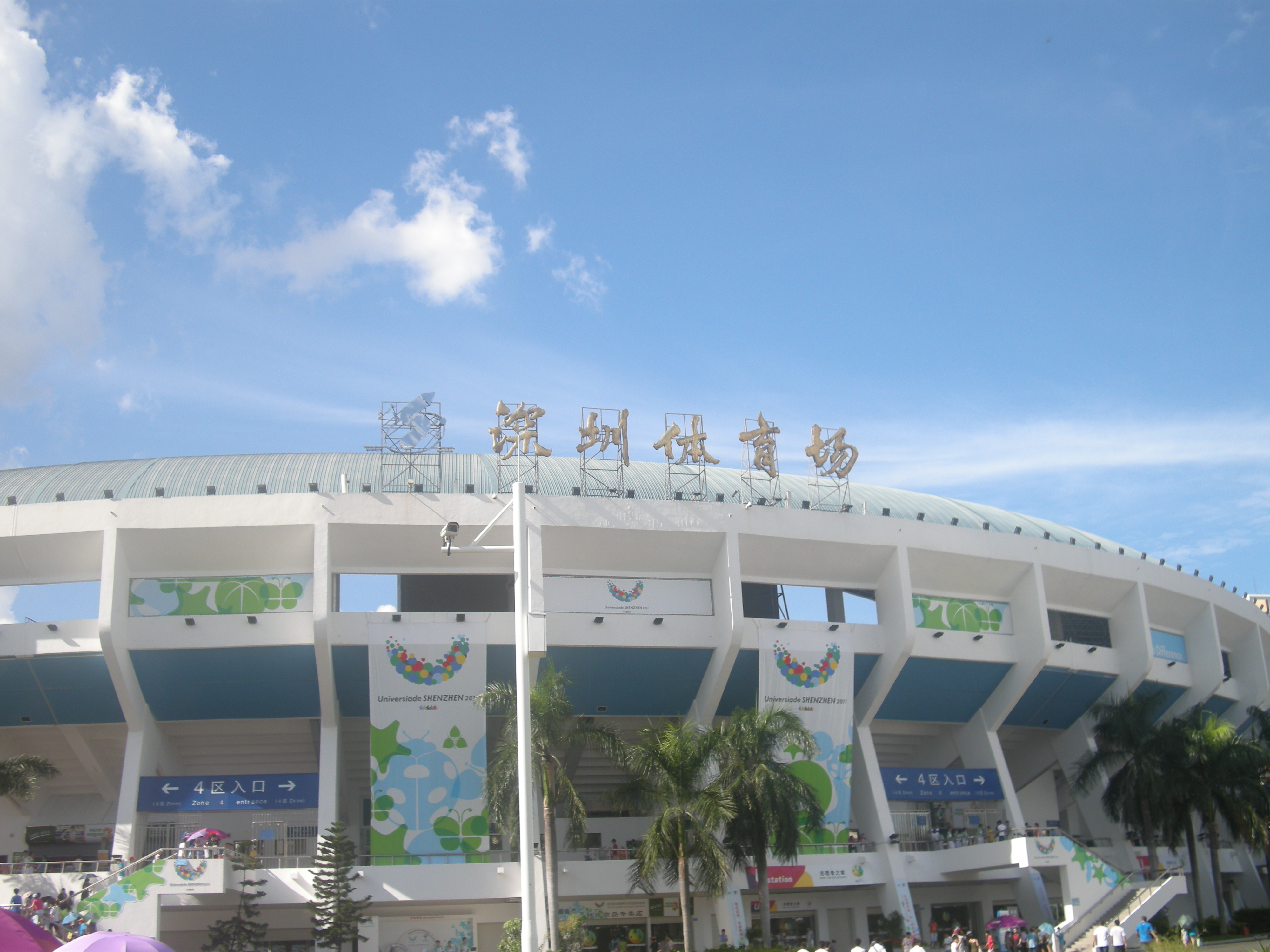
深圳体育场
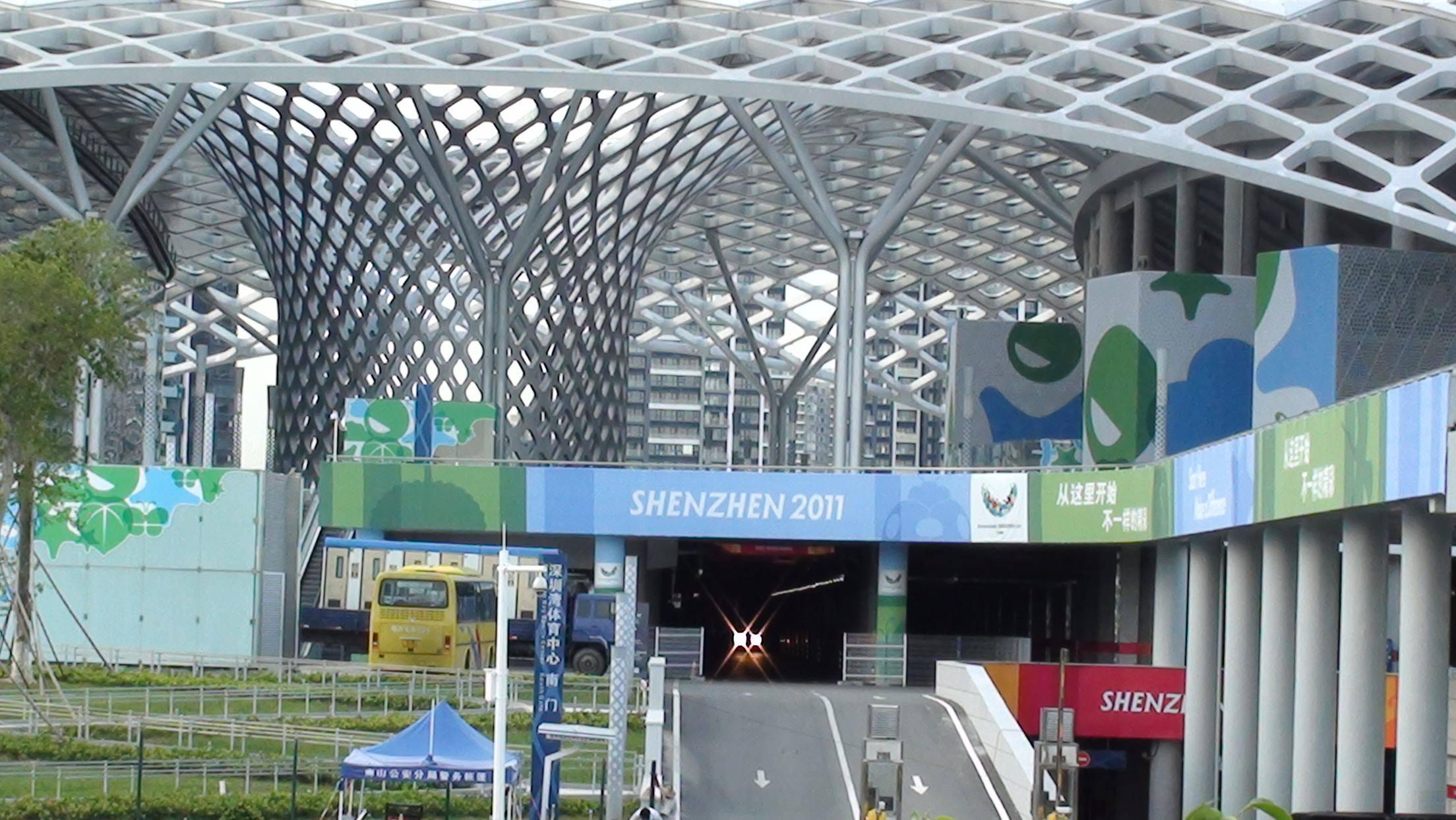
深圳湾体育中心内部道路

### 安检

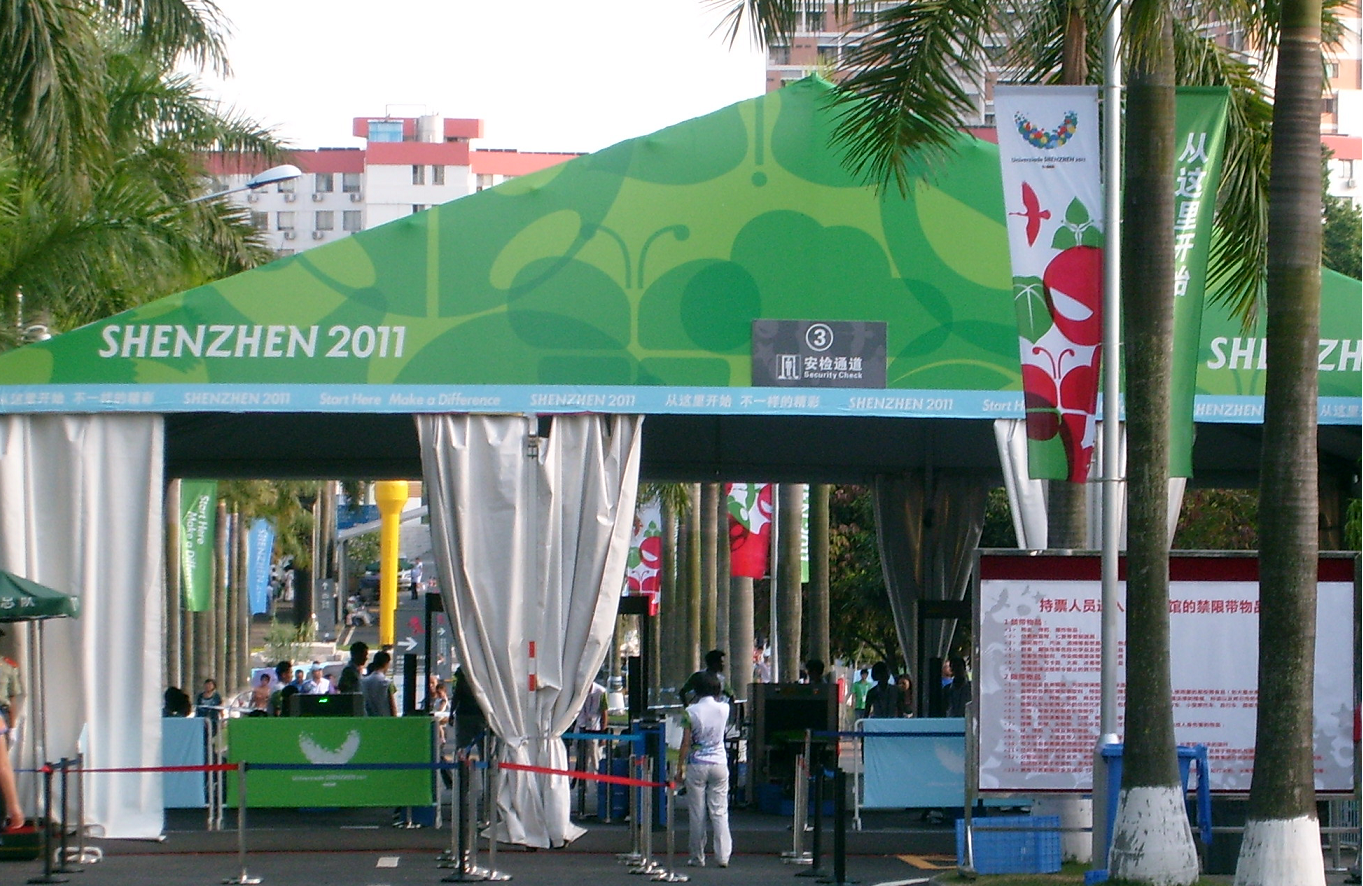
比赛场馆外的一处安检通道

据《南方都市报》报道称，深圳大运会安检设备是「目前世界上唯一能在保护受检者隐私情况下，检查出人体内隐藏炸弹和毒品的智能化人体安检仪」。大运安检运用「弱光子透视成像技术」，能测出被检者身上的金属与非金属物及体内危险物质，如毒品、炸弹等。

#### “炸弹”威胁
2011年8月8日晚，深圳龙岗区一男子在网上发帖称，在某大运场馆已放置炸弹，内容为“我已在大运比赛场馆安放炸弹，你们等着瞧吧”，同时附有相关场馆的外景图片。深圳警方获悉此事后，对涉嫌场馆进行了排查，未发现炸弹。该男子被警方认定为编造、故意传播虚假恐怖信息而受到刑事拘留。

### 门票
大运会赛事门票价格分为30元、50元、100元、200元和300元5个等级，其中100元以下所占比例为80%，但热门比赛项目一票难求；另设有10元的学生票。

## 賽程

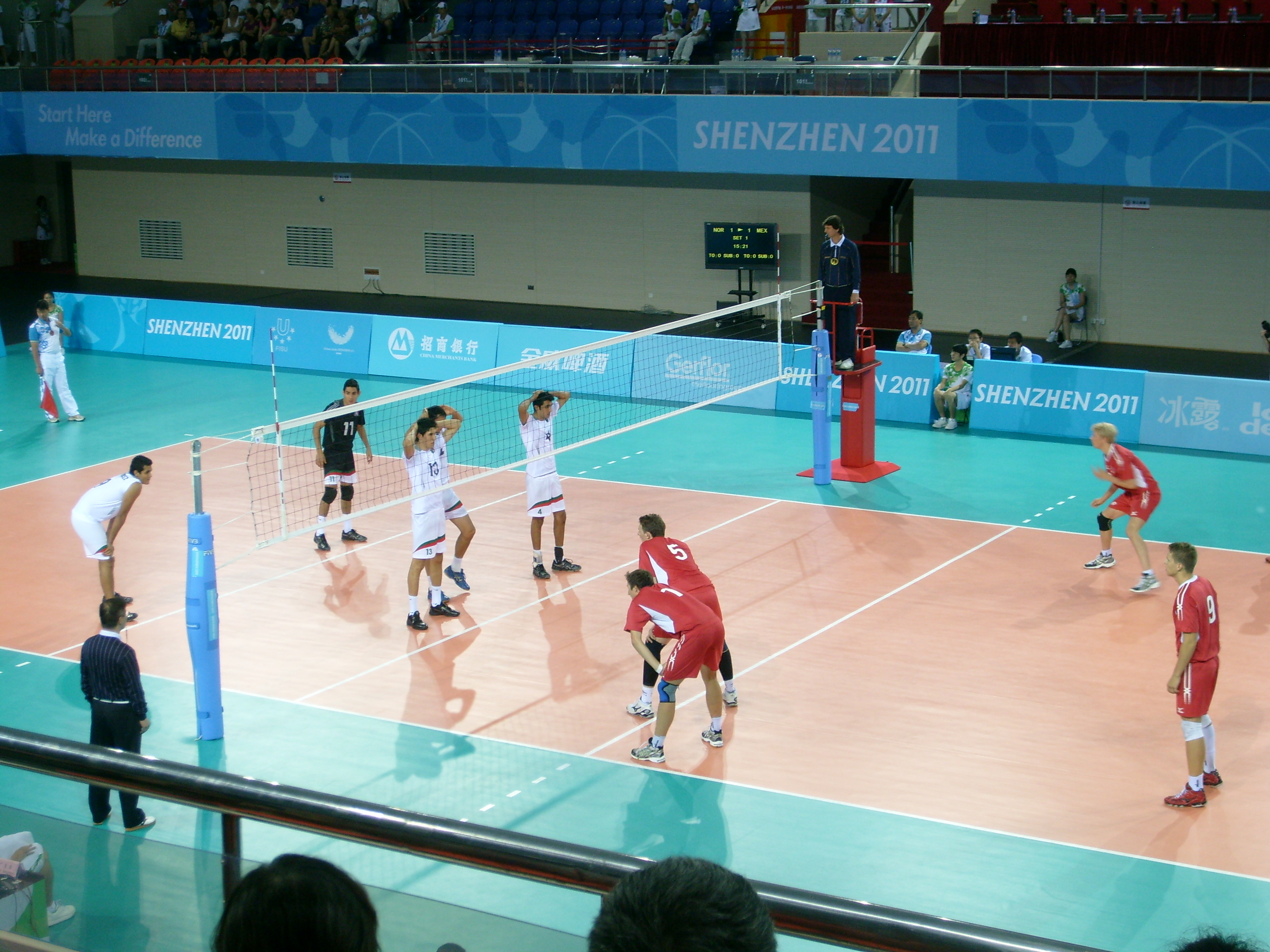
2011年8月20日，进行中的挪威对墨西哥男子排球赛（深圳大学体育馆）

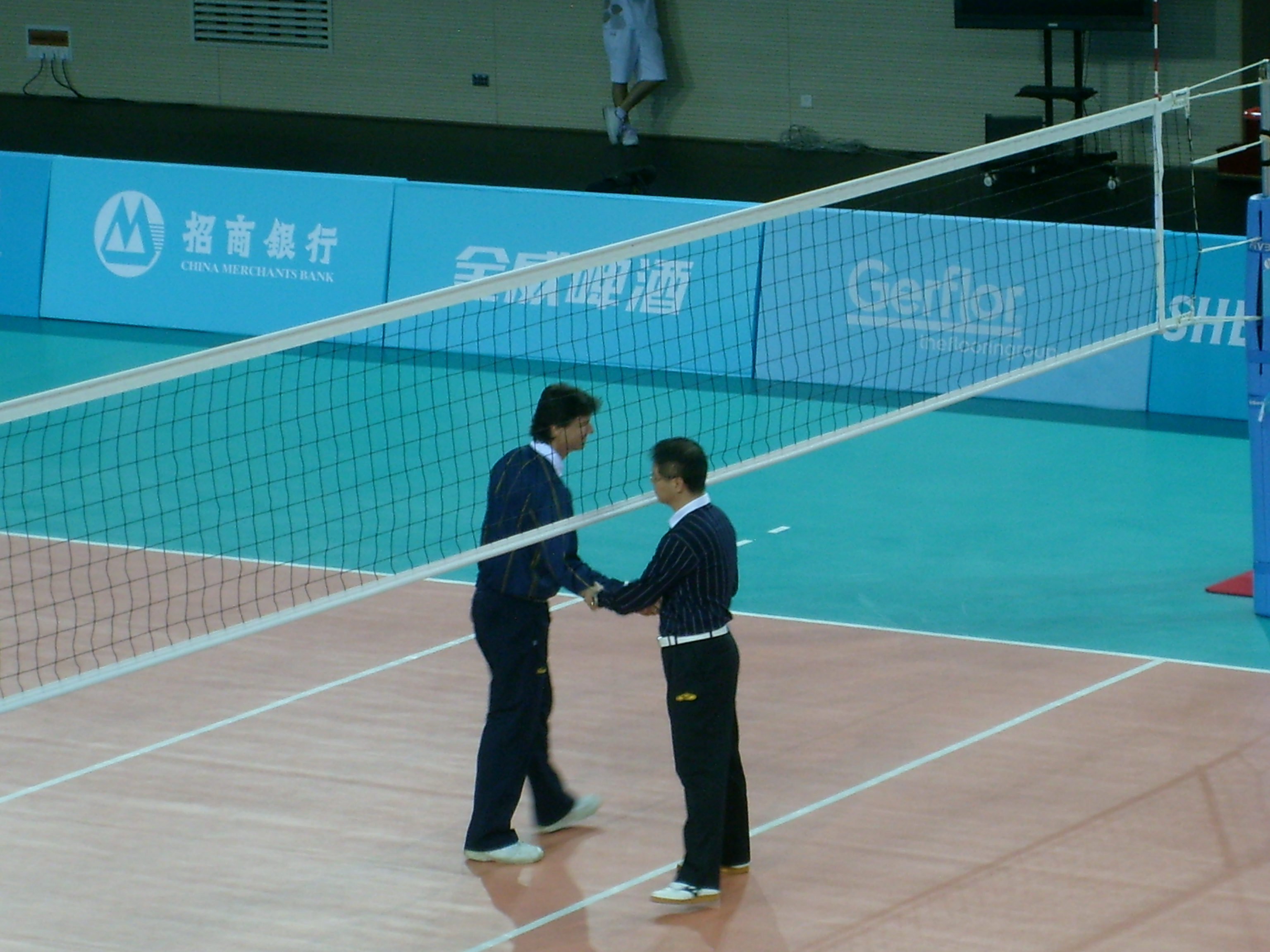
担任挪威对墨西哥男子排球赛的澳大利亚和香港裁判员

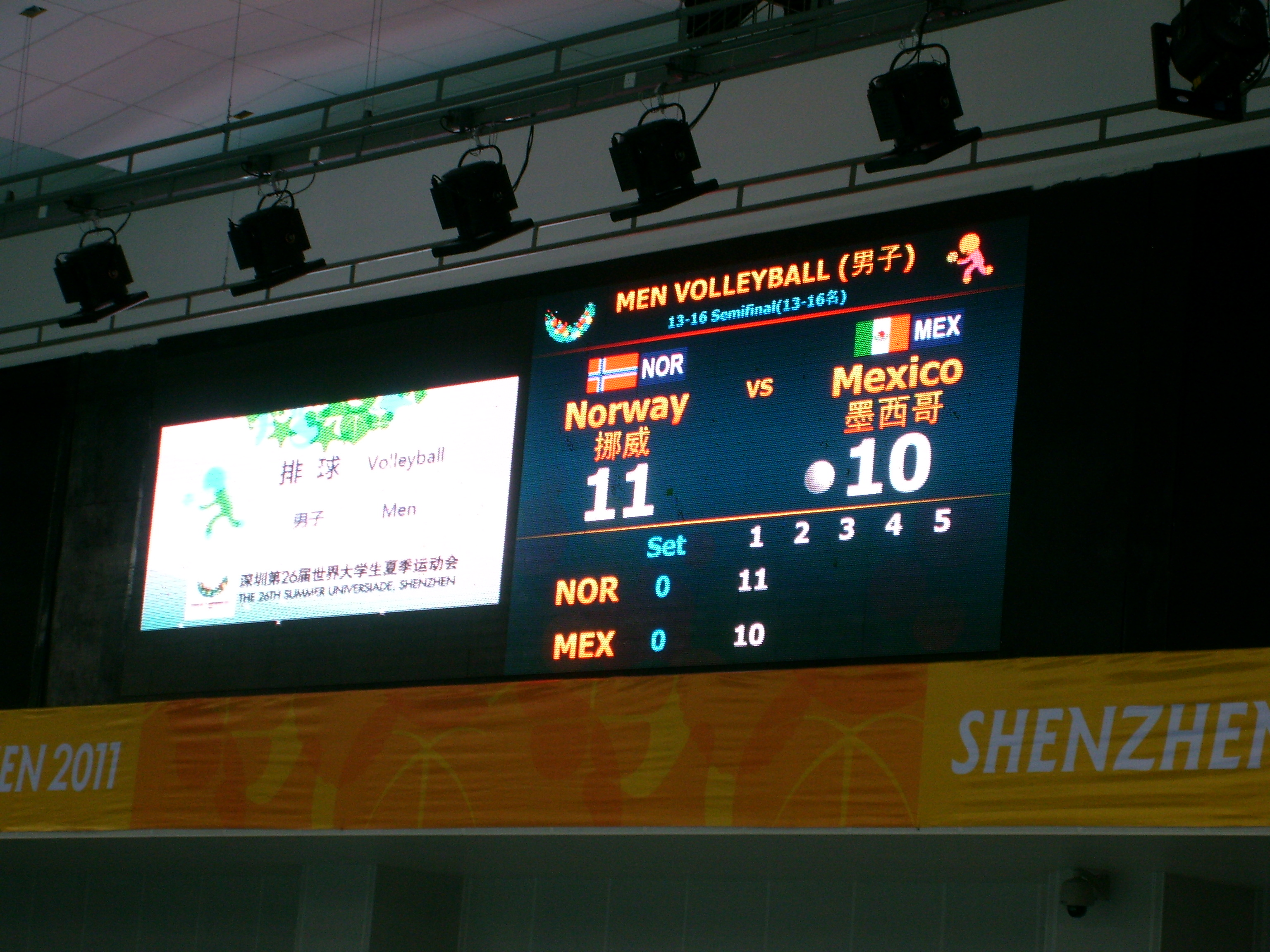
挪威对墨西哥男子排球赛比分显示屏

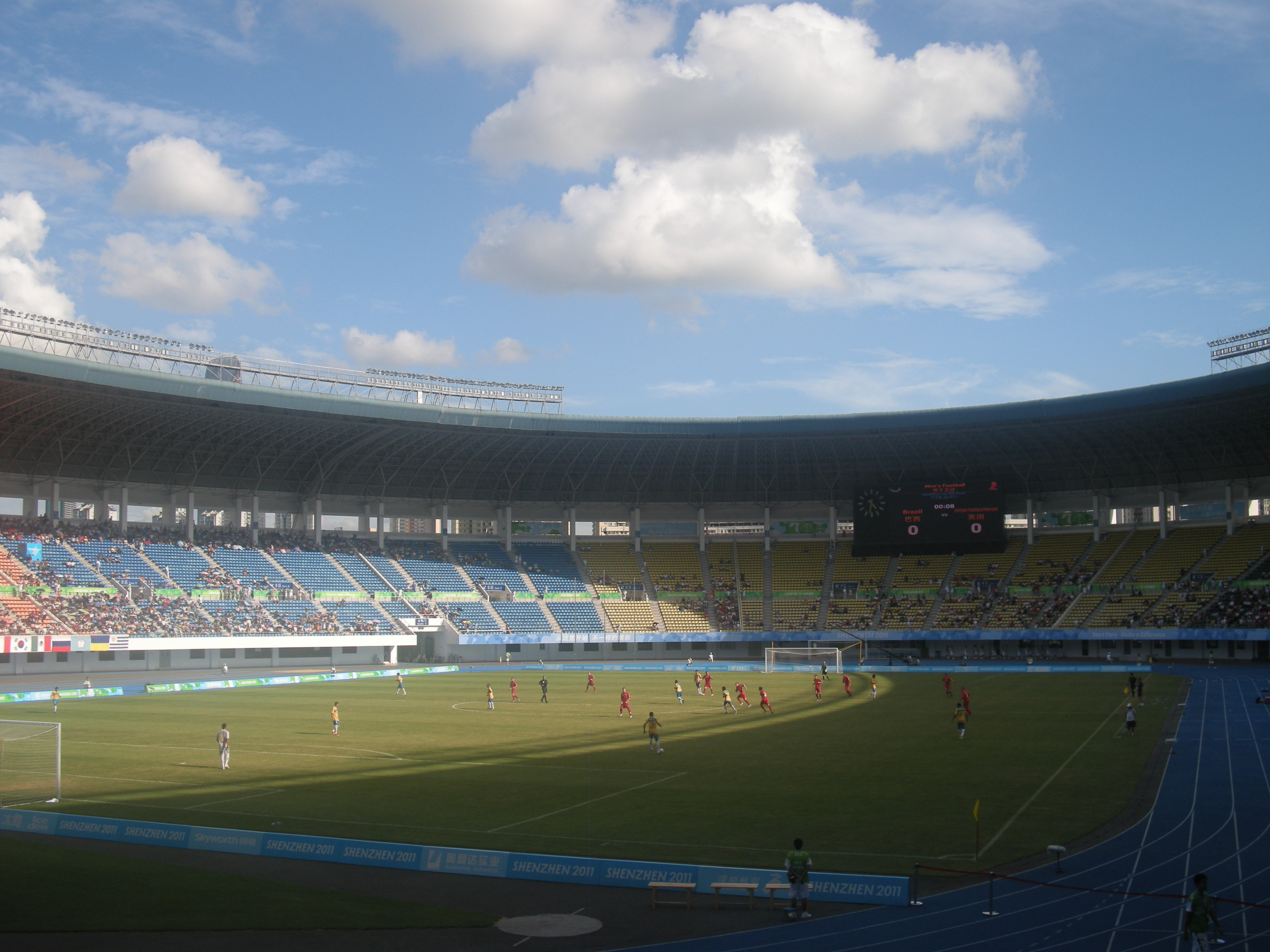
巴西对英国的足球半决赛

| OC | 開幕式 | ● | 單項比賽 | 1 | 單項決賽 | CC | 閉幕式 |

| 2011年8月 | 2011年8月 | 11日 周四 | 12日 周五 | 13日 周六 | 14日 周日 | 15日 周一 | 16日 周二 | 17日 周三 | 18日 周四 | 19日 周五 | 20日 周六 | 21日 周日 | 22日 周一 | 23日 周二 | 金牌 |
| --------- | --------- | --------- | --------- | --------- | --------- | --------- | --------- | --------- | --------- | --------- | --------- | --------- | --------- | --------- | ---- |
| 儀式      | 儀式      |           | OC        |           |           |           |           |           |           |           |           |           |           | CC        |      |
| 射箭      | 射箭      |           |           |           | ●         | ●         | 2         | 2         | 8         |           |           |           |           |           | 10   |
| 田徑      | 田徑      |           |           |           |           |           | 2         | 6         | 11        | 10        | 7         | 14        |           |           | 50   |
| 羽球      | 羽球      |           |           |           |           |           | ●         | ●         | 1         | ●         | ●         | ●         | 5         |           | 6    |
| 籃球      | 籃球      |           |           | ●         | ●         | ●         | ●         | ●         | ●         | ●         | ●         | 1         | 1         |           | 2    |
| 沙灘排球  | 沙灘排球  |           |           | ●         | ●         | ●         | ●         | ●         | 1         | 1         |           |           |           |           | 2    |
| 西洋棋    | 西洋棋    |           |           |           |           | ●         | ●         | ●         | ●         | ●         | ●         | 3         |           |           | 3    |
| 自由車    | 自由車    |           |           | 2         | 2         | 2         | 1         | 2         | 3         | 2         | 2         |           |           |           | 16   |
| 跳水      | 跳水      |           |           |           |           |           | 2         | 1         | 1         | 2         | 1         | 1         | 4         |           | 12   |
| 擊劍      | 擊劍      |           |           | 2         | 2         | 2         | 2         | 2         | 2         |           |           |           |           |           | 12   |
| 足球      | 足球      | ●         |           | ●         | ●         | ●         | ●         | ●         | ●         | ●         | ●         | 1         | 1         |           | 2    |
| 體操      | 體操      |           |           | 1         | 1         | 2         | 10        |           |           |           | 2         | 4         | 8         |           | 28   |
| 高爾夫    | 高爾夫    |           |           |           |           |           |           | ●         | ●         | ●         | 4         |           |           |           | 4    |
| 柔道      | 柔道      |           |           | 4         | 4         | 4         | 4         | 2         |           |           |           |           |           |           | 18   |
| 帆船      | 帆船      |           |           |           |           |           | ●         | ●         | ●         | ●         | 3         | 6         |           |           | 9    |
| 射擊      | 射擊      |           |           |           |           |           |           |           | 8         | 6         | 8         | 4         | 10        |           | 36   |
| 游泳      | 游泳      |           |           | 2         | 6         | 7         | 7         | 7         | 7         | 6         |           |           |           |           | 42   |
| 桌球      | 桌球      |           |           | ●         | ●         | ●         | 2         | ●         | 1         | 2         | 2         |           |           |           | 7    |
| 跆拳道    | 跆拳道    |           |           |           |           |           |           |           | 2         | 3         | 4         | 4         | 4         | 4         | 21   |
| 網球      | 網球      |           |           |           | ●         | ●         | ●         | ●         | ●         | ●         | 2         | 5         |           |           | 7    |
| 排球      | 排球      |           | ●         | ●         | ●         | ●         | ●         | ●         | ●         | ●         | 1         | 1         |           |           | 2    |
| 水球      | 水球      | ●         | ●         | ●         | ●         | ●         | ●         | ●         | ●         | ●         | ●         | ●         | 1         | 1         | 2    |
| 舉重      | 舉重      |           |           | 2         | 2         | 3         | 2         | 3         | 3         |           |           |           |           |           | 15   |
| 金牌總數  | 金牌總數  |           |           | 13        | 17        | 20        | 34        | 28        | 45        | 32        | 37        | 40        | 35        | 5         | 306  |
| 累計總數  | 累計總數  |           |           | 13        | 30        | 50        | 84        | 112       | 157       | 189       | 226       | 266       | 301       | 306       |      |
| 2011年8月 | 2011年8月 | 11日 周四 | 12日 周五 | 13日 周六 | 14日 周日 | 15日 周一 | 16日 周二 | 17日 周三 | 18日 周四 | 19日 周五 | 20日 周六 | 21日 周日 | 22日 周一 | 23日 周二 | 金牌 |

## 奖牌榜
比賽項目共設24個大項、306個小項；共產生一共968面獎牌：306金牌、302銀牌、360銅牌。
| 排名 | 国家／地区 | 金牌 | 银牌 | 铜牌 | 總數 |
| ---- | ---------- | ---- | ---- | ---- | ---- |
| 1    | 中国       | 75   | 39   | 31   | 145  |
| 2    | 俄罗斯     | 42   | 45   | 45   | 132  |
| 3    | 韩国       | 28   | 21   | 30   | 79   |
| 4    | 日本       | 23   | 26   | 38   | 87   |
| 5    | 美国       | 17   | 22   | 11   | 50   |
| 6    | 意大利     | 12   | 5    | 13   | 30   |
| 7    | 乌克兰     | 11   | 20   | 13   | 44   |
| 8    | 中華台北   | 7    | 9    | 16   | 32   |
| 9    | 土耳其     | 7    | 7    | 8    | 22   |
| 10   | 泰国       | 7    | 2    | 9    | 18   |
| 总数 | 总数       | 306  | 302  | 360  | 968  |

## 争议

### 清理高危人员
2011年4月11日，深圳公安局召开新闻发布会,公布大运会安保“治安高危人员排查清理百日行动”战果。深圳市公安局副局长、新闻发言人申少保表示，过去100天里，共有8万余名“治安高危人员”被清理出深圳。申少保介绍，“治安高危人员”是指：
第一类是，同时满足“流入我市、有刑事犯罪前科，长期滞留深圳，且无正当职业及合法经济来源”的；第二类是，同时满足“没有正当职业，生活规律异常或经济来源可疑的人员，特别是经常昼伏夜出，有群众举报，具有现实威胁的”；第三类是，涉嫌吸毒、零星贩毒、涉嫌销赃的；第四类是，使用假身份证在旅业居住，或租房的；第五类是，长期滞留深圳、明显靠非法收入生活的，比如操纵儿童乞讨、扒窃人员；第六类是，肇事、肇祸的精神病人，对他人有危害的；第七类是，有报复社会的极端言行，可能危及他人或公共安全的；以及其他一些未列举的，对人民群众安居乐业有现在或潜在危险的。

### 菜刀实名制
2011年4月18日，由深圳市公安局起草的《关于加强刀具安全管理的决定》送深圳市法制办审查，并向全市公开征求意见。如果《决定》一旦发布，菜刀、大型水果刀、工艺品刀、锉刀等危险性刀具在2011年7月1日至8月31日将在深圳实行“实名购买和销售登记制度”，违者或将处以1000元以上5000元以下处罚。

### 擾民
深圳幾條主要幹道11日午開始封閉且深圳機場實施禁飛令給出行帶來不便。為了呈現繁榮的景色下令主場館開幕式時附近500米的居民要撤離五小時，但必須打開電燈，買把菜刀要實名制。東莞配合大運會嚴查中港車輛，導致大批貨車阻塞過夜。深圳的一些店鋪也被勒令打烊，大運會志愿者投訴無休息的地方。政府視為“危險分子”的八萬訪民遭驅離深圳，還拆除了被稱為“中國第一油畫村”的大芬村外牆。郵寄郵件與快遞去深圳必須實名制，锂电池、化妆水和乳液被禁止寄運，導致網商囤積大量貨物。

### 比賽安排混亂
大學生運動會游泳館在進行第二日比賽時，沒按賽程表而提早進行比賽，十名泳手因不知賽會安排而錯過比賽，香港隊伍教練向賽會投訴並不獲受理。

### 花費巨額納稅金
深圳以舉辦大運會的名義，用在建設城市軌道交通和城市改造的投資達到3000億人民幣的公民納稅金，使從來沒有負債的深圳出現了負債。以地鐵為主的城市軌道交通最少用了2000億，城市改造用了至少投入1000億。

### 中国运动员身份质疑
凤凰评论文章认为，中国许多实力派运动员其实是国家队职业运动员，并非真正意义上的大学生，是“学籍护航，表面上的程序正义”。

## 外部連結
- 第26届世界大学生运动会官方网站
- （英文）国际大委会有关这届大运会的资料
- （简体中文）2011大运会线上虚拟火炬传递官方网站
- Video Ceremony - Shenzhen 2011 Universiade（页面存档备份，存于）